# 深深地戀愛
《深深地戀愛》是日本電視台於2021年4月14日起在水十時段播出的連續劇，由石原聰美和綾野剛雙主演。
台灣由friDay影音自4月15日起獨家跟播。香港及澳門由HMVOD自4月15日起獨家播出。WAKUWAKU JAPAN自6月22日起於晚間9點播出，緯來日本台自9月2日起於晚間10點播出。
特別篇《更深地戀愛 命運般的重逢特別篇》（日语：恋はもっとDeepに - 運命の再会スペシャル）於2021年6月16日播出，故事時間設定為日劇本篇女主角渚海音離開人間到歸來的三年。

## 登場人物

### 主要人物
- 渚海音：石原聰美〈33〉[1]

女海洋學家，於鴨居研究室工作。背後有著令人驚訝的秘密。
- 蓮田倫太郎：綾野剛〈35〉[1]

渡假村開發企業「蓮田TRUST」的名門子弟，蓮田三兄弟的次男。

### 鴨居研究室
芝浦海洋大學・海洋學術中心的研究室。
- 鴨居正：橋本潤〈58〉

鴨居研究室教授，海洋生物學的權威。與海音同居，自稱為海音的叔父。
- 宮前藍花：今田美櫻〈26〉[2]

特任研究員，海音的朋友。
- 染谷醍醐：高橋努〈40〉

鴨居研究室教授。
- 椎木拓真：水澤紳吾〈40〉

鴨居研究室副教授。

### 蓮田家
- 蓮田太郎：鹿賀丈史〈70〉

倫太郎的父親。
- 蓮田光太郎：大谷亮平〈39〉

倫太郎的哥哥，蓮田三兄弟的長男。「蓮田TRUST」的社長候補，東大畢業。
- 蓮田榮太郎：渡邊圭祐〈29〉

倫太郎的弟弟，蓮田三兄弟的三男。東大畢業。

### 蓮田TRUST
- 鶴川優作：藤森慎吾（東方收音機）〈35〉

於「蓮田TRUST」公關部門工作。倫太郎的好友。
- 山內可憐：筧美和子〈28〉

於「蓮田TRUST」開發部門工作。
- ：松熊鶴松〈48〉

於「蓮田TRUST」開發部門工作。

### 其他角色
- ：福山翔大〈30〉

YouTuber。
- 鯙科：若本規夫 （聲演）

於鴨居家的水族箱生活。

### 各集登場人物

#### 第1集
- 獅子魚：高山南（聲演）
- ：吉田烏龍太、霧島麗香（第三集）
- 蟹：高山南（聲演）

#### 第2集
- ：小手伸也

#### 第3集
- 近江谷遥香：泉里香（第四集、第六集）
- 颯太：志田曉（第四集）
- 真壁雪乃：堀田真由
- 真壁昭夫：宮崎吐夢
- 西刺杜父魚：梶裕貴（聲演）

#### 第4集
- 老婆婆：川越たまき

#### 第5集
- 海月水母、蟹：花澤香菜（聲演）
- 由理：寺田藍月
- 堤誠一：越村友一

#### 第6集
- 富浦ふみ：藤吉久美子
- 大橋：若林久弥
- 真田：山田明郷
- 片桐：永倉大輔
- 龜田君：緒方惠美（聲演）
- 外賣員：大水洋介

#### 第7集
- 高柳良一：堀部圭亮
- 王：候偉

#### 第8集
- 近藤：住田隆

## 製作團隊
- 編劇：德尾浩司
- 導演：鈴木勇馬、岩本仁志、伊藤彰記
- 總製作人：加藤正俊
- 製作人：枝見洋子、畠山直人、鈴木香織（AX-ON）、山口雅俊（Hint）
- 主題歌：back number〈怪盗〉
- 音樂：菅野祐悟
- 制作協力：AX-ON
- 製作著作：日本電視台

## 反響
第1集於日本電視台旗下網絡電視TADA，TVer以及GYAO的首週觀看次數超過300萬次，為日本電視台的最高紀錄。

## 播出日程
- 收視率最高值以紅色表示，收視率最低值以藍色表示。

| 集數                                                                       | 播出日期 | 導演     | 收視率 |
| -------------------------------------------------------------------------- | -------- | -------- | ------ |
| 第1話                                                                      | 4月14日  | 鈴木勇馬 | 10.5%  |
| 第2話                                                                      | 4月21日  | 鈴木勇馬 | 8.9%   |
| 第3話                                                                      | 4月28日  | 鈴木勇馬 | 8.3%   |
| 第4話                                                                      | 5月5日   | 岩本仁志 | 8.6%   |
| 第5話                                                                      | 5月12日  | 伊藤彰記 | 7.7%   |
| 第6話                                                                      | 5月19日  | 鈴木勇馬 | 7.6%   |
| 第7話                                                                      | 5月26日  | 岩本仁志 | 7.4%   |
| 第8話                                                                      | 6月2日   | 伊藤彰記 | 8.2%   |
| 最終話                                                                     | 6月9日   | 鈴木勇馬 | 8.1%   |
| 平均收視率 8.37%（收視率由Video Research調查關東地區、家戶的即時統計資料） |          |          |        |

| 集數   | 播出日期 | 導演     | 收視率 |
| ------ | -------- | -------- | ------ |
| 特別篇 | 6月16日  | 鈴木勇馬 | 8.5%   |

## 外部連結
- 官方网站（日語）
- 深深地戀愛的X（前Twitter）（日語）
- 深深地戀愛的Instagram帳戶（日語）
- 愛戀深海的妳官方網站－緯來日本台 （页面存档备份，存于）

| 日本 日本電視台 週三連續劇                                | 日本 日本電視台 週三連續劇                               | 日本 日本電視台 週三連續劇 |
| --------------------------------------------------------- | -------------------------------------------------------- | -------------------------- |
|                                                           | 深深地戀愛 （2021年4月14日－2021年6月9日）               |                            |
| 我家女兒交不到男朋友！！ （2021年1月13日－2021年3月17日） | 秘密內幕～戰鬥吧！派出所女子～ （2021年7月7日－9月15日） |                            |

| 臺灣 緯來日本台 星期一至五 22:00－23:00 | 臺灣 緯來日本台 星期一至五 22:00－23:00         | 臺灣 緯來日本台 星期一至五 22:00－23:00 |
| --------------------------------------- | ----------------------------------------------- | --------------------------------------- |
|                                         | 愛戀深海的妳 （2021年9月2日－2021年9月15日）    |                                         |
| 仁醫2 （2021年8月16日－2021年9月1日）   | 偶像王子養成記 （2021年9月16日－2021年10月4日） |                                         |